# Singer (firma)
Firma The Singer Company je americký výrobce šicích strojů, Založil ji v roce 1851 pod názvem I.M. Singer & Company podnikatel a vynálezce Isaac Merritt Singer a newyorský právník Edward C. Clark. Během krátké doby se stala jedním z největších výrobců šicích strojů na světě.
V roce 1865 se název změnil na Singer Manufacturing Company, v roce 1963 pak na současný The Singer Company. Společnost má sídlo ve městě La Vergne v Tennessee, poblíž Nashville. První velká továrna firmy byla postavena v roce 1863 v Elizabeth ve státě New Jersey.
Na počátku 70. let 20. století společnost zaměstnávala 120 000 lidí po celém světě a roční tržby činily 2,5 miliardy dolarů. Od roku 2004 je Singer, stejně jako společnosti Husqvarna Viking nebo PFAFF, vlastněna firmou SVP Worldwide sídlící v Hamiltonu na Bermudách.

## Prezidenti firmy
- Isaac Singer (1851–1863)
- Inslee Hopper (1863–1875)
- Edward C. Clark (1875–1882)
- George Ross McKenzie (1882–1889)
- Frederick Gilbert Bourne (1889–1905)
- Sir Douglas Alexander (1905–1949)
- Milton C. Lightner (1949–1958)
- Donald P. Kircher (1958–1975)
- Joseph Bernard Flavin (1975–1987)
- Paul Bilzerian (1987–1989)[3]
- Iftikhar Ahmed (1989–1997)[4]
- Stephen H. Goodman (1998–2004)